# 四川大學華西藥學院
四川大學華西藥學院（West China School of Pharmacy, Sichuan University)，前身爲華西醫科大學藥學院，係四川大學下轄的一個二級學院。其歷史可追溯到加拿大人米玉士博士（E.N.Meuser）於1932年創辦的華西協和大學製藥系。

## 歷史
加拿大人米玉士博士（E.N.Meuser）在1932年創辦了華西協和大學製藥系，爲華西藥學院之濫觴。米玉士此後一直任製藥系系主任，直到1950年因政治原因回國。1953年，中華人民共和國的院系調整使華西大學被抽走除醫學、藥學外的其他學科，改組爲四川醫學院，製藥系也成爲四川醫學院藥學系。1985年，四川醫學院改名爲華西醫科大學。1987年，華西醫科大學組建藥學院。1989年，該院在中國大陸率先招收臨床藥學本科生。2000年隨華西醫科大學與四川大學的合併，華西醫科大學藥學院改名爲四川大學華西藥學院。